# Prosthama tessellata
Prosthama tessellata är en insektsart som beskrevs av Morgan Hebard 1928. Prosthama tessellata ingår i släktet Prosthama och familjen syrsor. Inga underarter finns listade i Catalogue of Life.